# San Juan Bautista Jayacatlán
San Juan Bautista Jayacatlán là một đô thị thuộc bang Oaxaca, México. Năm 2005, dân số của đô thị này là 1254 người.